# Halbwertsschicht
Als Halbwertsschicht oder Halbwertsdicke bezeichnet man diejenige Dicke eines durchstrahlten Materials, bei der die Strahlung um die Hälfte reduziert ist. In der Praxis besonders relevant ist das bei elektromagnetischer Strahlung wie etwa Gamma- oder Röntgenstrahlung, die bei Durchgang durch Materie kontinuierlich geschwächt wird. Ist die Dicke des durchstrahlten Materials genau eine Halbwertdicke, so ist die Strahlungsintensität und damit insbesondere die Dosisleistung um die Hälfte reduziert. Die Halbwertsdicke hängt wie der Absorptionskoeffizient von den spezifischen Eigenschaften des Materials und der Photonenenergie der auftreffenden Strahlung ab.
Die Halbwertsdicke kann nur zur überschlägigen Dimensionierung einfacher Abschirmungen dienen, da vielfältige physikalische Effekte (zum Beispiel Dosisaufbau, Streuung, Skyshine-Effekte) unberücksichtigt bleiben. Genaue Ergebnisse erfordern zum Beispiel Monte-Carlo-Simulationen oder Transportrechnungen (numerische Berechnungen auf der Grundlage der Boltzmannschen Transportgleichung).
Der Begriff Zehntelwertsdicke ist analog zu betrachten: das Durchlaufen dieser Dicke senkt die Intensität auf ein Zehntel des ursprünglichen Werts.

## Exponentielle Abnahme mit der Eindringtiefe

Alphastrahlung (α) wird durch ein Blatt Papier, Betastrahlung (β) durch ein Metallblech von einigen Millimeter Dicke vollständig absorbiert; zur hinreichenden Schwächung von Gammastrahlung (γ) braucht man – je nach Energie dieser Strahlung – mehrere Zentimeter bis Dezimeter eines Materials möglichst hoher Dichte (siehe Abschirmung (Strahlung)).

Im Gegensatz zu Alpha- und Betastrahlung besitzt Gammastrahlung keine maximale Reichweite. Die Intensität der Gammastrahlung wird beim Durchgang durch Materie kontinuierlich geschwächt.
Das Verhältnis aus der Dosisleistung {\displaystyle {\dot {H}}_{0}}, die ohne Abschirmung im Strahlengang ermittelt wird, und der Dosisleistung {\displaystyle {\dot {H}}_{\mathrm {u} }} der ungestreuten Strahlung am gleichen Ort mit Abschirmmaterial der Dicke {\displaystyle d} wird als (materieller) Schwächungsfaktor {\displaystyle S_{\mathrm {u} }} der ungestreuten Strahlung bezeichnet:
{\displaystyle S_{\mathrm {u} }={\frac {{\dot {H}}_{0}}{{\dot {H}}_{\mathrm {u} }}}}
Für den reziproken Schwächungsfaktor gilt die Formel
{\displaystyle {\frac {1}{S_{\mathrm {u} }}}={\frac {{\dot {H}}_{\mathrm {u} }}{{\dot {H}}_{0}}}={\mathrm {e} ^{-\mu \cdot d}}}.
Hierbei bezeichnet {\displaystyle \mu } den Schwächungskoeffizienten.
Für die Halbwertsschichtdicke {\displaystyle d_{\text{1/2}}} gilt definitionsgemäß
{\displaystyle {\frac {1}{S_{\mathrm {u} }}}={\frac {{\dot {H}}_{\mathrm {u} }}{{\dot {H}}_{0}}}={\mathrm {e} ^{-\mu \cdot d_{\text{1/2}}}}={\frac {1}{2}}}.
Somit ergibt sich die Halbwertsschichtdicke {\displaystyle d_{\text{1/2}}} aus dem Schwächungskoeffizienten {\displaystyle \mu } nach
{\displaystyle d_{\text{1/2}}={\frac {\ln 2}{\mu }}\approx {\frac {0{,}6931}{\mu }}}
oder umgekehrt
{\displaystyle \mu ={\frac {\ln 2}{d_{\text{1/2}}}}\approx {\frac {0{,}6931}{d_{\text{1/2}}}}}.
Für die Dosisleistung {\displaystyle {\dot {H}}_{\mathrm {u} }} hinter einer Abschirmung mit einer beliebigen Dicke {\displaystyle d} erhält man damit
{\displaystyle {\dot {H}}_{\mathrm {u} }={\dot {H}}_{0}\cdot {\frac {1}{S_{\mathrm {u} }}}={\dot {H}}_{0}\cdot {\mathrm {e} ^{-\mu \cdot d}}={\dot {H}}_{0}\cdot {\mathrm {e} ^{-\ln(2)\cdot {\frac {d}{d_{\text{1/2}}}}}}={\frac {{\dot {H}}_{0}}{2^{\frac {d}{d_{\text{1/2}}}}}}}.

## Halbwertsschichtdicke für Gammastrahlung
|           | Luft     | Blei          | Wasser        | Alu           | Eisen         | Graphit       | Beton         | Bleiglas      | Acryl         |
| Eγ in MeV | in Meter | in Millimeter | in Millimeter | in Millimeter | in Millimeter | in Millimeter | in Millimeter | in Millimeter | in Millimeter |
| --------- | -------- | ------------- | ------------- | ------------- | ------------- | ------------- | ------------- | ------------- | ------------- |
| 0,1       | 35       | 0,107         | 41            | 15,2          | 2,4           | 20,3          |               |               |               |
| 0,2       | 44       | 0,62          | 51            | 21,1          | 6             | 25            |               |               |               |
| 0,3       | 50       | 1,56          | 58            | 24,8          | 8             | 28,8          |               |               |               |
| 0,4       | 56       | 2,65          | 65            | 27,8          | 9,4           | 32,4          |               |               |               |
| 0,5       | 62       | 3,85          | 72            | 30,5          | 10,5          | 35,4          | 33            | 13            | 70            |
| 0,6       | 67       | 4,92          | 77            | 33            | 11,5          | 38,3          |               |               |               |
| 0,8       | 76       | 6,9           | 88            | 37,7          | 13,2          | 44            |               |               |               |
| 1         | 84       | 8,7           | 108           | 42            | 14,7          | 48            | 50            | 24            | 90            |
| 1,5       | 101      | 11,7          | 121           | 51            | 18,1          | 59            |               |               |               |
| 2         | 121      | 13,4          | 141           | 60            | 20,8          | 69            |               |               |               |
| 3         | 145      | 14,6          | 175           | 73            | 24,4          | 87            |               |               |               |
| 4         | 174      | 14,7          | 204           | 83            | 26,7          | 101           |               |               |               |
| 5         | 196      | 14,4          | 230           | 91            | 28,1          | 115           | 100           | 45            | 200           |
| 6         | 213      | 14,1          | 251           | 97            | 28,9          | 125           |               |               |               |
| 8         | 242      | 13,4          | 286           | 106           | 29,7          | 144           |               |               |               |
| 10        | 265      | 12,6          | 315           | 112           | 29,7          | 158           |               |               |               |